# Trier
Trier (Frans: Trèves, Luxemburgs: Tréier, Latijn: Augusta Treverorum) is, samen met Worms, de oudste stad van Duitsland en ook het oudste bisdom ten noorden van de Alpen. De kreisvrije stad Trier ligt op de rechteroever van de Moezel. De stad telt 110.674 inwoners (31 december 2020) op een oppervlakte van 117,13 km². 
De opdracht tot de bouw van de stad werd gegeven door de Romeinse keizer Augustus in 16 v.Chr. De stad heette oorspronkelijk Augusta Treverorum en was bedoeld als hoofdstad van de Romeinse provincie Belgica Prima. Een historisch monument in de stad is de 2e-eeuwse Porta Nigra, de best bewaarde Romeinse stadspoort ten noorden van de Alpen. Er zijn nog verschillende andere monumenten uit de Romeinse tijd, bv. de Basilica, de Keizerthermen, de Barbarathermen en het amfitheater. Ook uit latere perioden heeft Trier veel monumenten, waaronder de 11e- tot 18e-eeuwse Dom waarvan de bouw reeds in de 4e eeuw begon, en vele andere kerken. De Romeinse monumenten, de Dom en de Onze-Lieve-Vrouwekerk zijn sinds 1986 geklasseerd als UNESCO-werelderfgoed.
Door zijn rijke verleden en vanwege zijn ligging in het Moezeldal heeft Trier een aantrekkingskracht onder toeristen. De stad is daarnaast een centrum van wijnhandel en heeft een belangrijke functie als winkelcentrum voor een grote regio en als studentenstad: er wonen behalve Duitse ook veel Luxemburgse studenten. Tevens is Trier bekend als geboorteplaats van Karl Marx. Zijn geboortehuis is sinds lang ingericht als museum: het Karl Marx-huis. De Heilige Eucharius is de patroonheilige van de stad. 

## Geschiedenis
Op het "Rote Haus" aan de Grote Markt van Trier bevindt zich een inscriptie die luidt: "Ante Romam Treveris Stetit Annis Mille Trecentis" ("Voor Rome bestond Trier al dertienhonderd jaar"). Dit is hoogstwaarschijnlijk een sage die in de middeleeuwen ontstaan is. In het dal van de Moezel bestonden al in 3000 v.Chr. menselijke nederzettingen, waarmee Trier een van de oudste steden ten noorden van de Alpen genoemd kan worden.
Van 27 v.Chr. tot 14 n.Chr. was Augustus keizer van het Romeinse Rijk. Omstreeks 16 v.Chr. werd door de Romeinen in de buurt van het Keltische stamheiligdom Treviren de nederzetting Augusta Treverorum gesticht, dat een belangrijk centrum werd in de provincie Germania superior. Aan het eind van de derde eeuw verhief keizer Diocletianus de stad, die inmiddels Treveris werd genoemd, tot Romeinse keizerlijke residentie. De stad werd een van de voornaamste steden van het West-Romeinse Rijk en kreeg de bijnaam "Roma Secunda", het tweede Rome. Eveneens aan het eind van de derde eeuw ontwikkelde zich hier een centrum van het vroege christendom.

### Middeleeuwen
In de 5e eeuw werd Trier door de Franken veroverd. In 870 komt het bij het Oost-Frankisch-Duitse Rijk. In 958 werd met het plaatsen van het marktkruis de huidige Grote Markt (Hauptmarkt) het centrum van de middeleeuwse stad.

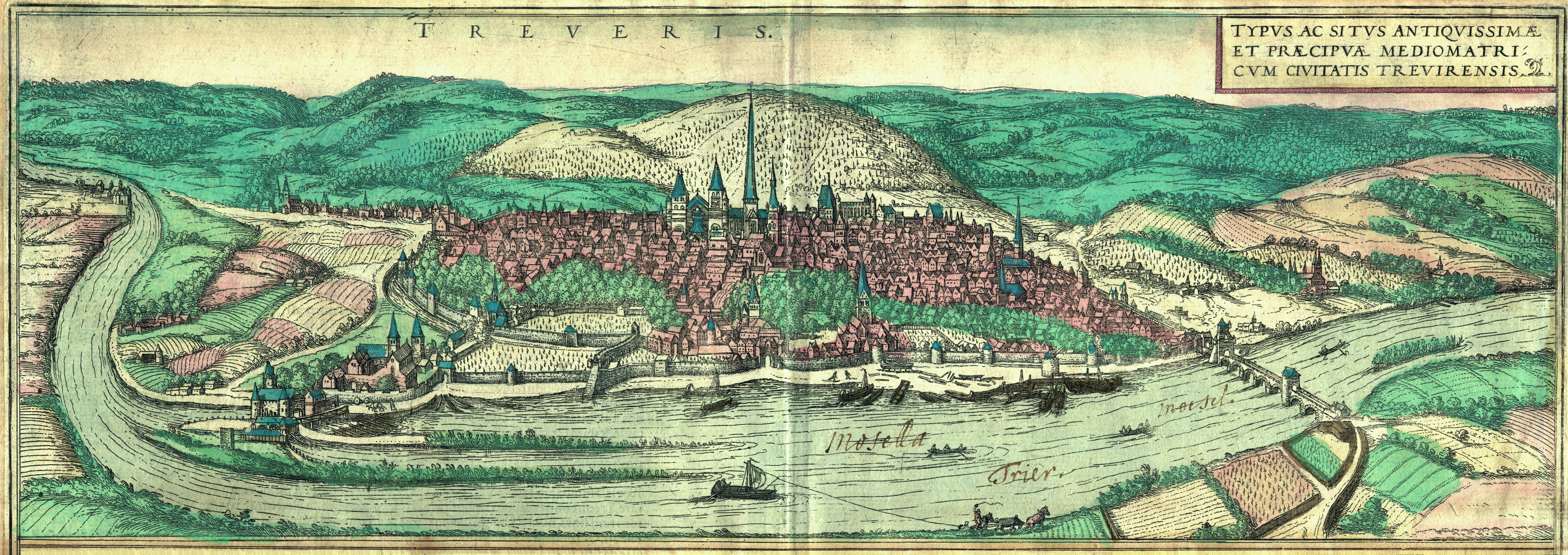
Stadsaanzicht door Braun & Hogenberg (1572)

In de 14e eeuw werden de Trierse aartsbisschoppen ook keurvorst. Trier werd de hoofdstad van het keurvorstendom, ook Keur-Trier genoemd, tot ca. 1800. Onder het aartsbisschoppelijk gezag beleefde de stad een belangrijke bloeiperiode tot de Reformatie en de oorlogen tegen Frankrijk in de 17de eeuw haar belang deed afnemen.
Trier kwam korte tijd in Franse handen, maar in 1815 kwam het bij Pruisen. Er volgde opnieuw een bloeiperiode, die aanhield tot de Franse bezetting (1918–1930). 

### 20e eeuw
Adolf Hitler en de minister van Wetenschap, Onderwijs en Openbaar Onderwijs van het Derde Rijk, Bernhard Rust, waren ereburgers van de stad.
Aan het eind van de Tweede Wereldoorlog, in 1944, werd de stad zeer zwaar beschadigd. Na de oorlog werd de schade hersteld en hernam Trier zijn plaats als belangrijk regionaal centrum. Dankzij de vele historische en culturele bezienswaardigheden werd het ook  een toeristische trekpleister.

## Economie
De industrie omvat onder meer productie van banden, tabakswaren, schoenen, keramiek en textiel. De stad is echter in de eerste plaats van belang als commercieel (handel in Moezelwijnen), dienstverlenend en toeristisch centrum.

## Cultuur

### Bezienswaardigheden

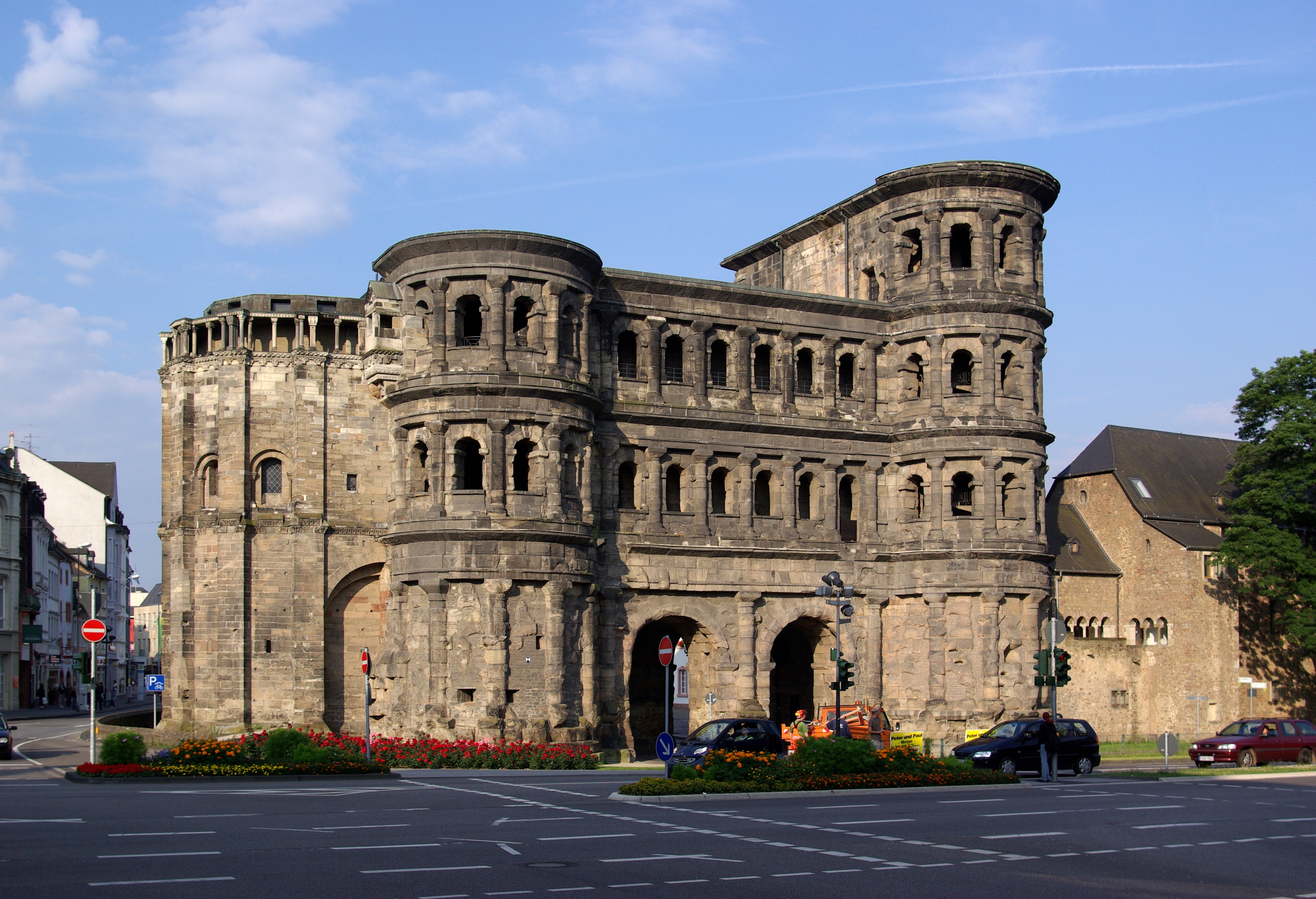
Porta Nigra

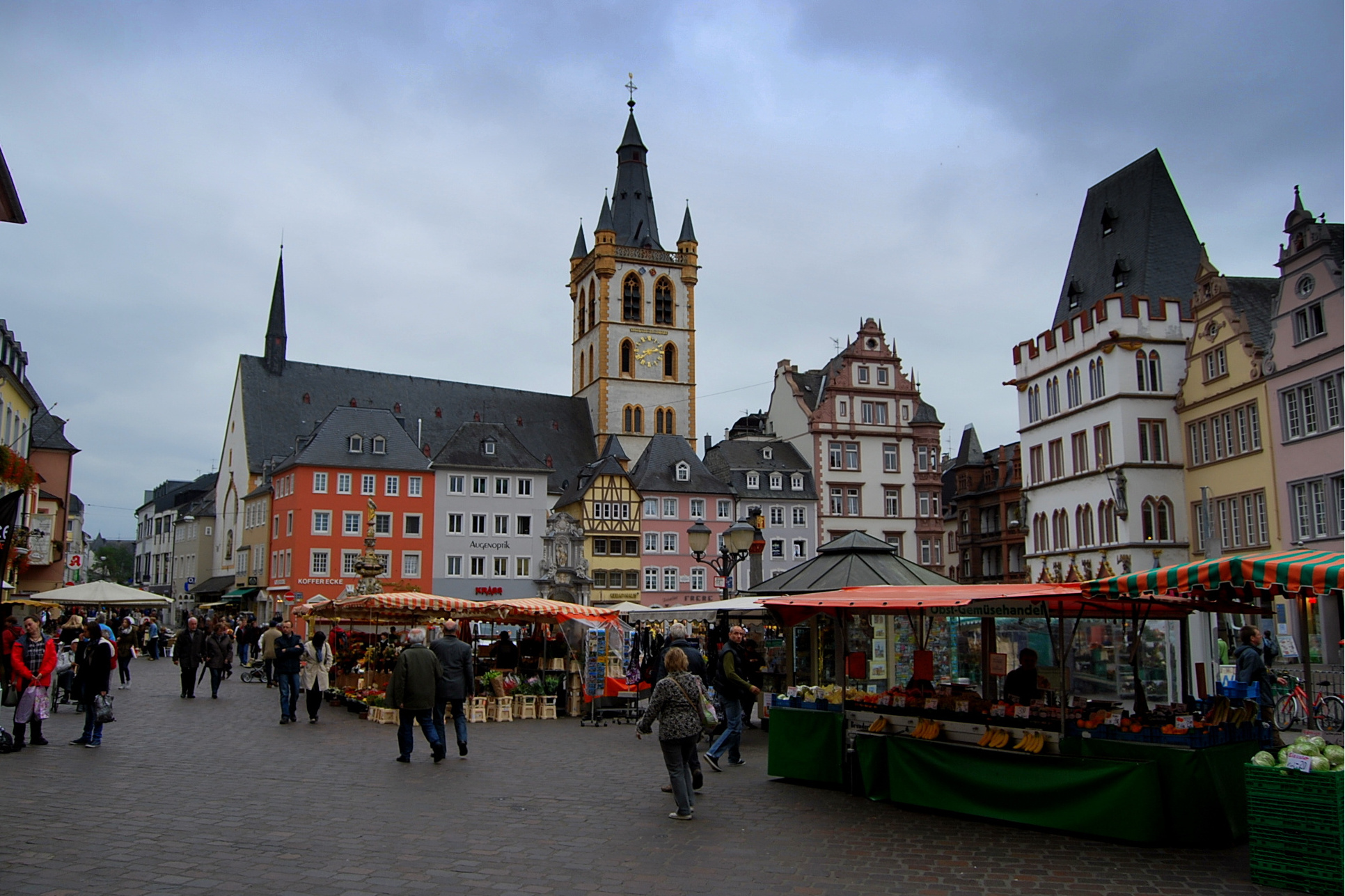
De Hauptmarkt met de Sint-Gangolfkerk

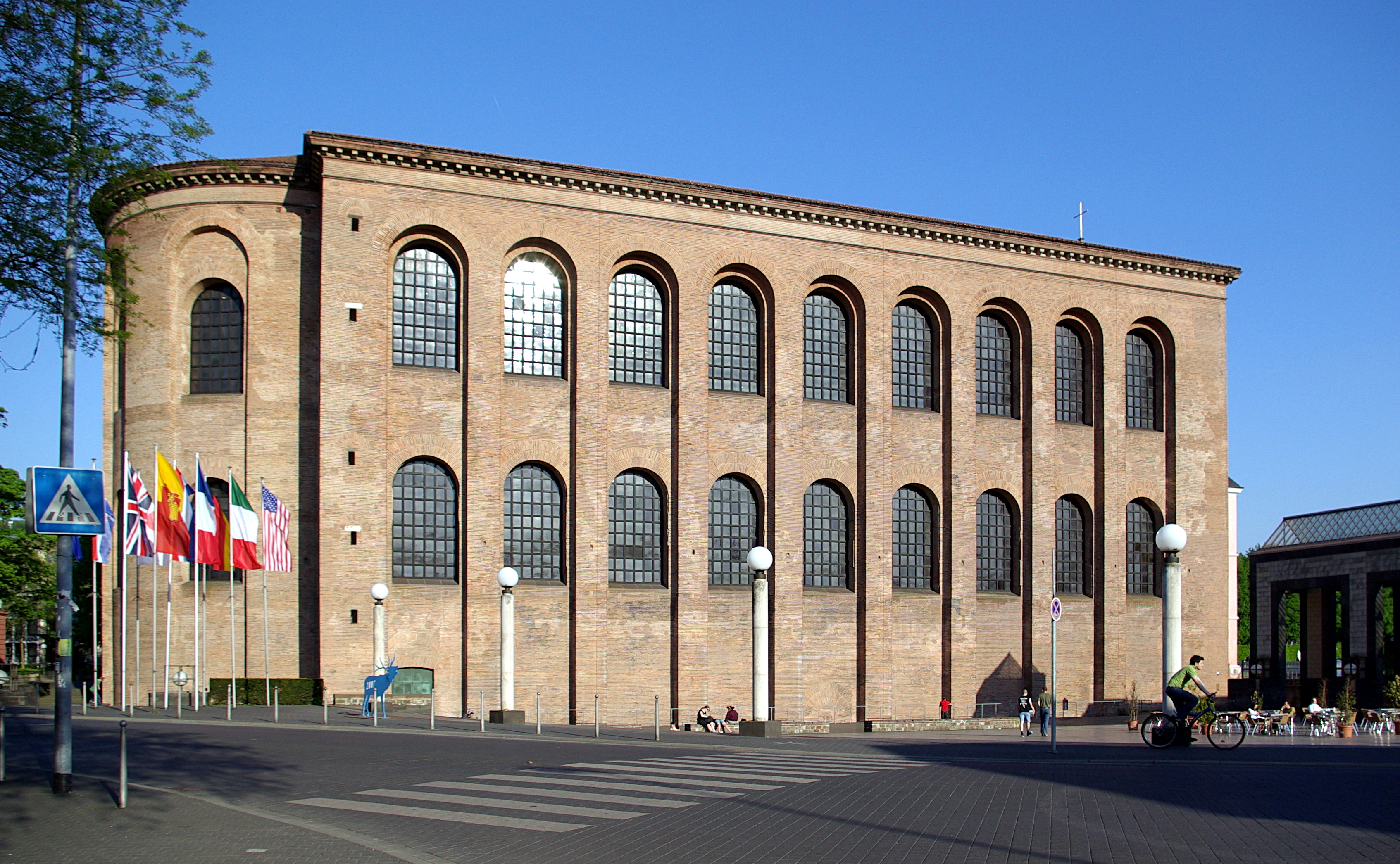
Basilica van Constantijn

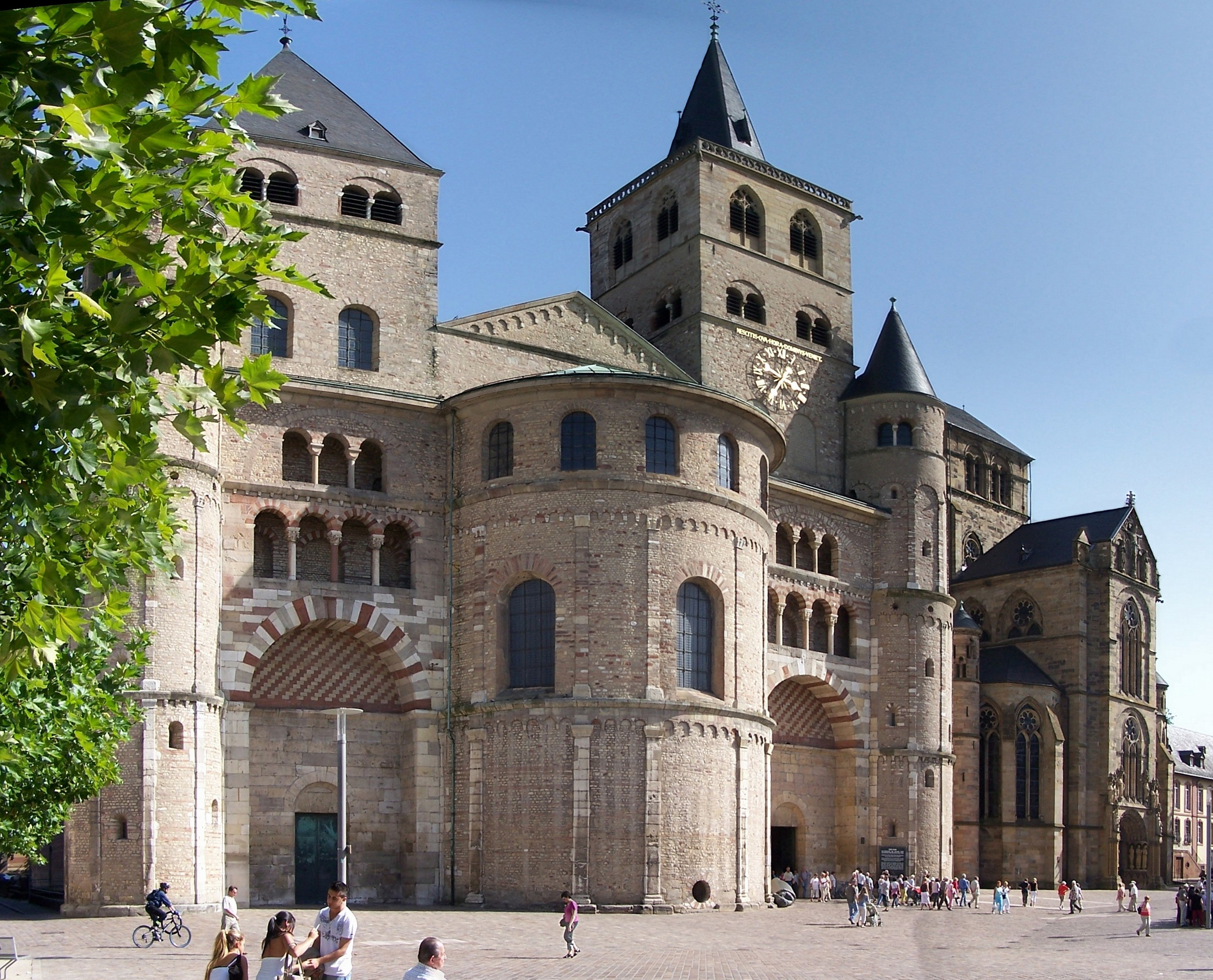
Dom van Trier (links) en Onze-Lieve-Vrouwekerk (rechts)

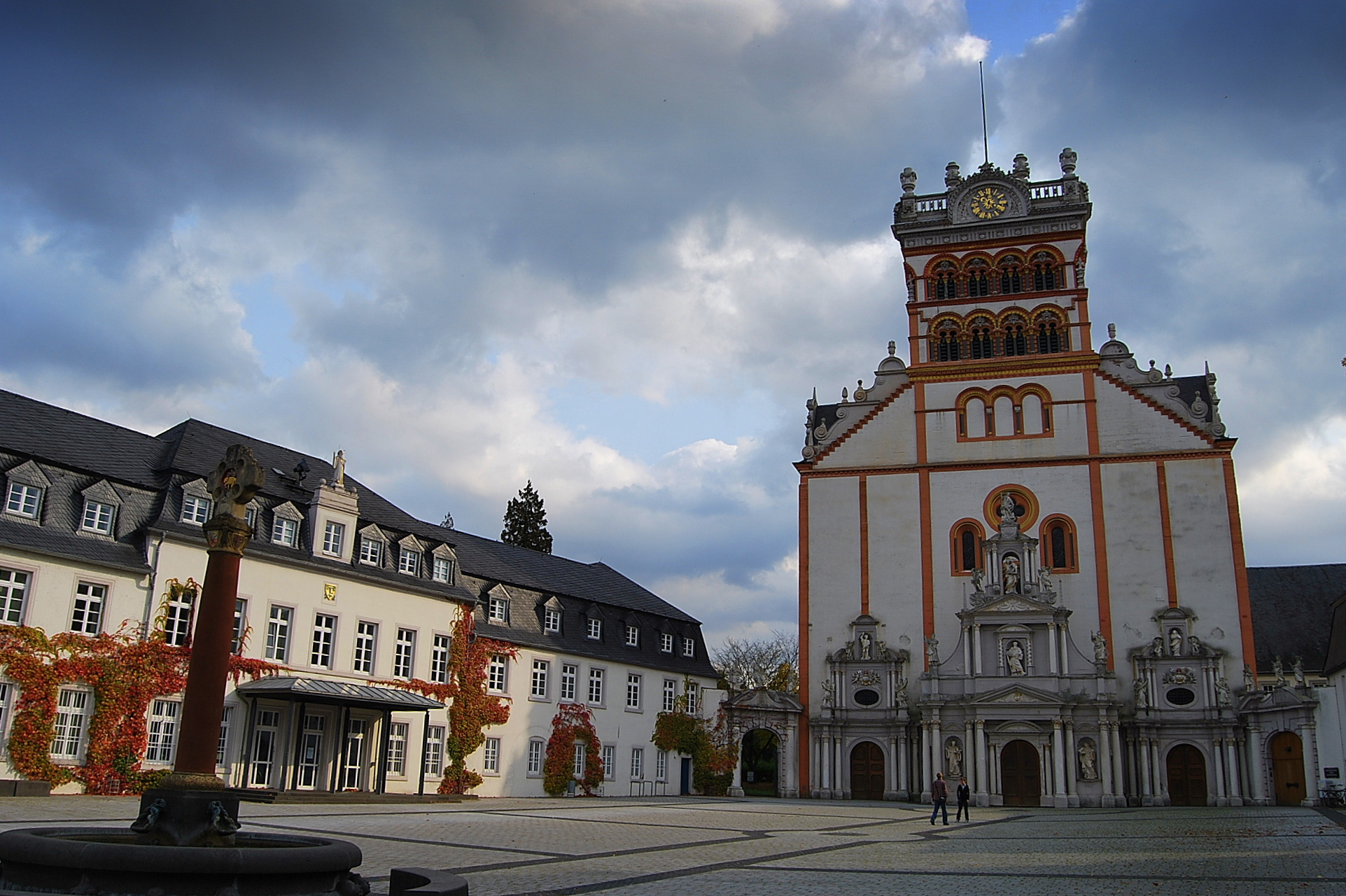
Trier, Sint-Matthiasabdij

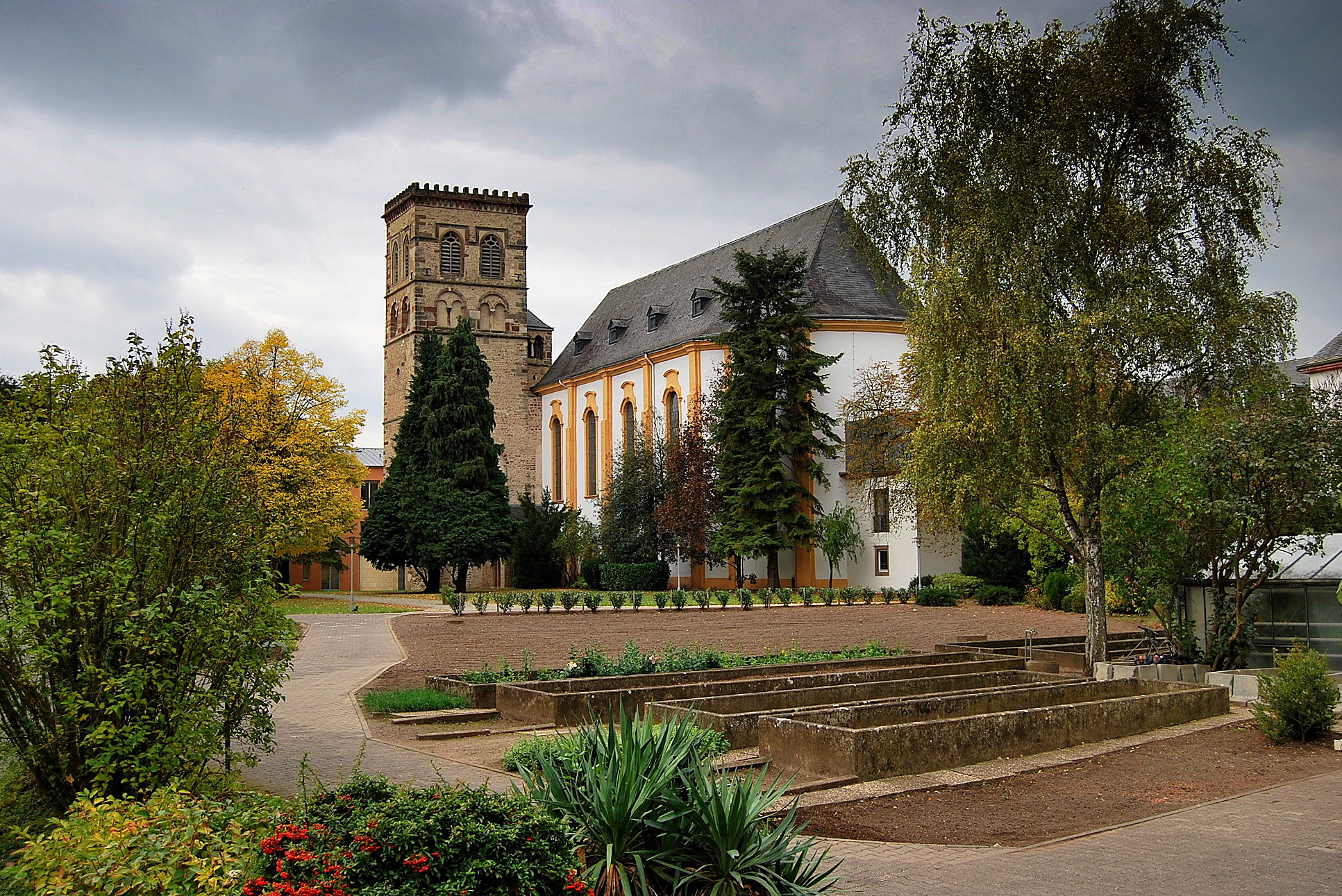
Trier, Sint-Irminenkerk

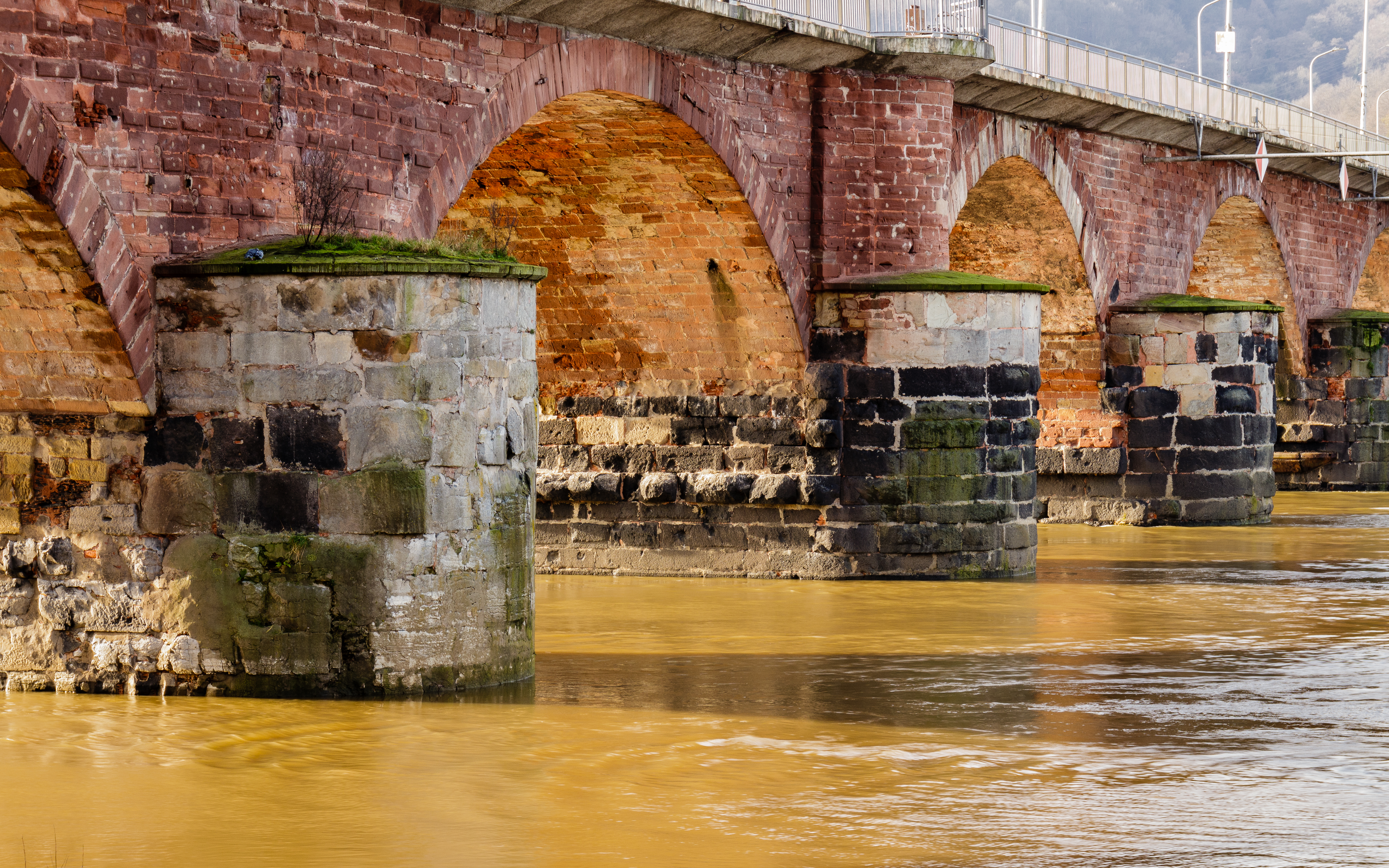
Römerbrücke over de moezel. (Detail aan de noordzijde)

#### Porta Nigra
Porta Nigra is een poort in de Romeinse stadsmuur van Trier.
De Porta Nigra ("Zwarte Poort") is gemaakt van zandsteen en dankt haar naam aan de zwarte laag op de stenen die in de middeleeuwen door roetafzetting en oxidatie van onder andere ijzersporen in het gesteente ontstaan is.

#### Amfitheater Trier
Het Romeinse amfitheater van Trier is rond het jaar 180 gebouwd tegen de helling van de Petrisberg en beschikte over zo'n 18.000 zitplaatsen.

#### De Grote Markt
De Grote Markt (Hauptmarkt) van Trier behoort tot de mooiste stadspleinen (innerstädtische Plätze) van Duitsland. Op het plein bevindt zich het Marktkruis (Marktkreuz), dat stamt uit 958, en dat door aartsbisschop Hendrik I van Trier geplaatst was. In de 18de eeuw werd het gerestaureerd. Aan het plein staan schitterende panden in verschillende stijlen. Het geheel wordt gedomineerd door de Sint-Gangolfkerk (gewijd in 1459).

### Kerken

#### Basilica van Constantijn
De basilica of, zoals ze vroeger genoemd werd, de Aula Palatina, is een uit Romeinse baksteen opgetrokken gebouw, dat waarschijnlijk omstreeks 310 gebouwd is tijdens de regeringsperiode van Constantijn de Grote. Het was een troonzaal van het paleis van Constantijn.

#### De St. Petersdom
De oudste delen van de Dom van Trier zijn gebouwd ten tijde van de Romeinse keizer Constantijn de Grote (ca. 326). Het imposante westwerk dateert uit de 11e eeuw. Twee musea zijn aan de Dom verbonden: de Domschatkamer en het Museum am Dom.

#### Onze-Lieve-Vrouwekerk
De Onze-Lieve-Vrouwekerk werd gebouwd tussen ca. 1235 en ca. 1260 en is een van de oudste gotische kerken van Duitsland.

#### Abdij Sint-Matthias
Ten zuiden van het centrum van Trier staat een benedictijner abdij. Hier worden de relikwieën van de apostel Mattias vereerd. Het is het enige apostelgraf ten noorden van de Alpen.
- De Sint-Irminenkerk
- De Sint-Gangolfkerk
- De Augustijnerkerk, deel van een uit 1271 stammend klooster, dat na 1802 werd geseculariseerd.

### Musea
Het Rheinisches Landesmuseum Trier (1877) heeft een belangrijke collectie Romeinse oudheden (sculpturen, bronzen, mozaïeken); voorts zijn er het Museum am Dom (voorheen: Bisschoppelijk Dom- en Diocesaanmuseum; vroegchristelijke en kerkelijke kunst), het stedelijk museum Simeonstift in een 11de-eeuws klooster naast en in de Porta Nigra (stadsgeschiedenis en moderne kunst) en het als museum ingerichte geboortehuis van Karl Marx (barok, uit 1717). Trier heeft een stadsbibliotheek (1804) met onder meer circa 4000 middeleeuwse handschriften.

## Onderwijs
Tot de verschillende onderwijsinstellingen behoren de Universiteit Trier (1975), het katholiek theologisch college (1950; oorspronkelijk deel van de in 1473 gestichte en in 1798 door de Fransen opgeheven universiteit), een aantal hogere beroepsopleidingen en een school voor wijnbouw. 

## Bankbiljet
Omdat Trier de geboortestad is van Karl Marx geeft de Fremdenverkehrsverein van de stad als souvenir een namaak-bankbiljet uit van de fictieve waarde € 0, met daarop de afbeelding van de filosoof zoals die voorheen op bankbiljetten uit de DDR stond.

## Stedenbanden
Trier heeft stedenbanden met:
- Ascoli Piceno (Italië), sinds 31 augustus 1958
- Fort Worth (Verenigde Staten), sinds 12 juli 1987
- Gloucester (Verenigd Koninkrijk), sinds 29 juni 1959
- Den Bosch (Nederland), sinds 7 juni 1968
- Metz (Frankrijk), sinds 13 oktober 1957
- Nagaoka (Japan), sinds 2 juni 2006
- Pula (Kroatië), sinds 8 september 1971
- Weimar (Duitsland), sinds 19 oktober 1990
- Xiamen (China)

## Geboren in Trier
- Ambrosius (339-397), heilige, bisschop van Milaan
- Karel van Trier (ca. 1265-1324), grootmeester van de Duitse Orde
- Caspar Olevianus (1536-1587), predikant en professor dogmatiek
- Karl Marx (1818-1883), filosoof, grondlegger arbeidersbeweging
- Ludwig Kaas (1881-1952), priester en politicus
- Oswald von Nell-Breuning (1890-1991), jezuïet, theoloog, filosoof en econoom
- Ernst Huberty (1927-2023), Luxemburgs-Duits sportcommentator en -journalist
- Ernst Ulrich Deuker (1954), muzikant
- Paul Linz (1956), voetballer en voetbaltrainer
- Guildo Horn (1963), schlagerzanger. Echte naam: Horst Köhler
- Eric Jelen (1965), tennisser
- Tomas Vasov (1972), voetballer
- Dominik Kohr (1994), voetballer